# Effetto domino (film)
Effetto domino è un film del 2019 diretto da Alessandro Rossetto.

## Trama
Sfondo della storia una cittadina termale del nordest e un ambizioso progetto di recupero di venti hotel abbandonati, per trasformarli in residenze di lusso per anziani. Ma le lotte intestine fra dirigenti del maggior istituto di credito finanziatore e gli accordi sotterranei di investitori senza scrupoli, pronti a impossessarsi dell'idea, rischiano di far naufragare il progetto, spingendo al fallimento l'azienda dei due amici e molte realtà collegate. Tutto ciò, come il licenziamento dei lavoratori, avrà conseguenze imprevedibili sia sulle famiglie dei due amici che su loro stessi, spingendoli a fare qualsiasi cosa per sopravvivere.

## Distribuzione
Il film è stato distribuito nelle sale cinematografiche italiane a partire dal 3 settembre 2019.